# ژرفانمایی (دیداری)

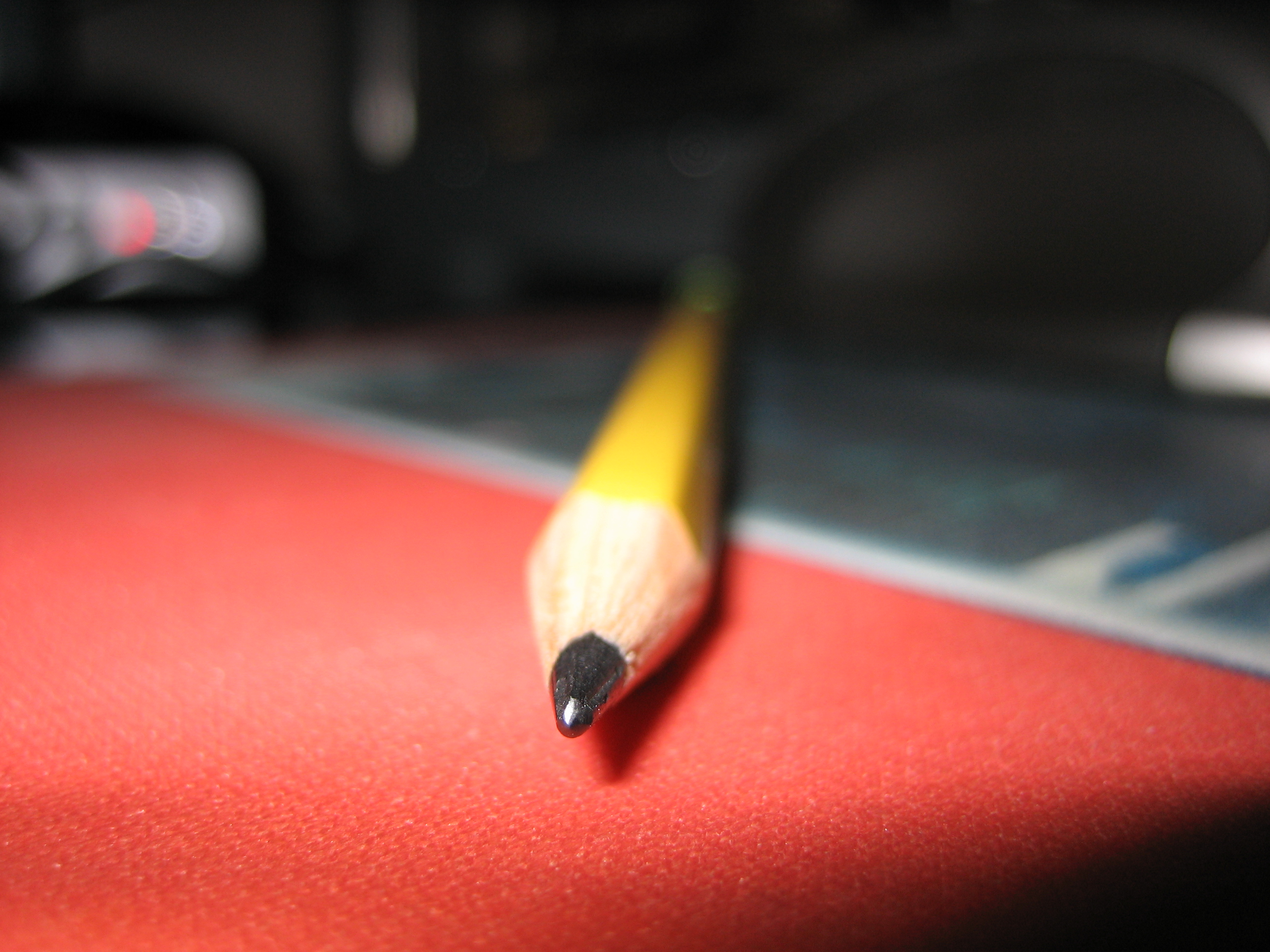
یک مداد تراشیده شده در بیشترین ژرفانمایی. به عمق کم میدان توجه کنید

ژرفانمایی یا پِرسپِکتیو (به انگلیسی: Perspective) در زمینه دید و پندار دیداری، راهی است که در آن اشیا و چیزها بر پایهٔ دوری‌شان یا ابعاد یا جایگاهشان نسبت به چشم برای چشم نمایان می‌شوند. ژرف نمایی
پرسپکتیو در ادبیات فارسی معادل معنایی «ژرف نمایی یا علم مناظر و مرایا» است. از ریشهٔ لاتین به معنای «نگاه کردن» از است.
خطوطی که در واقعیت باهم موازی‌اند در نقطه‌ای دور از چشم ناظر به هم می‌رسند. که این نقطه معمولاً روی افق است و «نقطه گریز» نام دارد.
در ژرف نمایی، شکل ظاهری و نحوه دیده شدن اشیاء سه بعدی (حجم یا عمق دار) و نشان دادن آن‌ها روی صفحه دو بعدی مورد بررسی قرار می‌گیرد.
خطوط و کناره‌های اشیاء در واقعیت باهم موازیند، ولی درفواصل دورتر به هم نزدیک‌تر می‌شوند.
جزئیات از نزدیک قابل رؤیت هستند وبا ایجاد فاصله بین تصویر و بیننده موجب محو شدن تصویر می‌شود.
اشیاء جلوتر و نزدیک‌تر، نه تنها بزرگترند بلکه با اشیاء پشتی هم پوشانی دارند که احساس عمق را به وجود آورند مانند مجتمع آپارتمانی.
خط یا سطحی که بدون زاویه با چشم ناظر باشد بزرگترین اندازه خود را داراست و هرچه نسبت به صفحه تصویر کج شود، کوتاه‌تر به نظر می‌آید.
نور آسمان منبع اصلی برای درجات رنگی است.
دو عنصر مهم در انتقال احساس، درجه‌ها و هماهنگی رنگ‌ها است که فضا و روحیه اثر را تغییر می‌دهد. به‌طور کلی رنگ‌های گرم از رنگ‌های سرد جلوتر به نظر می‌رسد. َ
در مینیاتور یا نقاشی نگارگری ایرانی خطوط از اشیاء به نقطه گریز نمی‌روند و تعریف خط افق در ژرف نمایی غربی را ندارد.